# 諾亞·阿加馬尼綁架案
2023年10月7日，25歲的以色列女子諾亞·阿加馬尼（希伯來語：נועה ארגמני，1997年10月12日—）在哈瑪斯發動對以色列的阿克薩洪水行動期間，其從雷姆音樂節大屠殺中被哈瑪斯綁架。在哈瑪斯發布的大屠殺的第一批影片中顯示，其中可以看到阿加馬尼在摩托車上哭喊著「不要殺我！」，當時她的手臂向著她的男友阿維納坦·奧爾伸去，而他也同樣被綁走。阿加馬尼綁架案登上了英國《星期日郵報》10月8日的頭條。
2024年6月8日，在阿加馬尼被綁架245天後，其在以色列國防軍、辛貝特和以色列警察的聯合行動中從加沙地帶被救出，她隨後與家人團聚。

## 生平
阿加馬尼出生於1997年10月12日，是雅科夫和利奧拉·阿加馬尼的獨生女。利奧拉來自中華人民共和國武漢市，原名李春红，曾是一位中國公民。阿加馬尼是土生土長的以色列人；在她被綁架後，有不正確的報導稱她是出生於北京的中以混血兒。她是本·古里安大學的學生。

## 綁架
2023年10月7日，哈瑪斯發動了對以色列的突襲，從加沙地帶潛入以色列境內，攻擊名為「超新星蘇庫特節」的露天音樂節。這是一場在內蓋夫沙漠西部舉行的迷幻音樂節，吸引了許多年輕人的參與。阿加馬尼和她的男友阿維納坦·奧爾也是音樂節的參與者，他們被綁架的的影片在網路中廣泛傳播。影片中，他們被哈瑪斯武裝分子用摩托車帶走，而阿加馬尼還在驚恐地呼救。她的朋友阿米特·帕帕里亞說，他們不敢相信影片裡的人是他們的朋友，但是他們又無法否認，因為「那就是她，她的衣服，她的男友。」
影片中，阿加馬尼驚恐地哭喊著「不要殺我！不，不，不！」，同時被哈瑪斯的成員強行推上一輛摩托車，而奧爾則被另外兩個男人制服。奧爾的哥哥摩西是通過緊急救援隊得知這段影片，他在同意媒體播放之前先看一遍。2024年4月又發佈她被綁架的另一段影片，片段中顯示她被強行帶上摩托車，並用黑色袋子蒙住頭部。阿加馬尼還出現在其他的影片中，其被拍到在加沙的一間屋子裡喝水。
根據NBC的報導，有人質疑阿加馬尼的綁架者不是哈瑪斯武裝分子，而是加沙的一夥巴勒斯坦暴徒。這個說法由一些不願透露姓名的以色列軍方官員提出，他們的依據是，綁架阿加馬尼的人沒有穿軍服，而且她好像是在事發後好幾個小時才被抓走。

## 媒體報道及發佈力度
諾亞被綁架和她的中國背景引起了全球和中國的媒體關注。她的母親李春红向中國駐以色列大使館求援，希望女兒能平安歸來。諾亞的父親雅科夫則表明，他不希望以暴制暴，說：「他們的母親也在為孩子們流淚。我們和他們沒有不同。」據報導指，以色列總理本雅明·內塔尼亞胡於2023年12月去信請求中華人民共和國領導人習近平介入事件，但中華人民共和國当局拒絕協助，聲稱阿加瑪尼「缺乏中國血統」。
李春红在接受香港《凤凰卫视》的采访时称“我现在是以色列籍，你们中国人难道就可以不帮助我吗？”。该言论在中文互联网上引发了巨大争议，诸多中国网民对此言论表示强烈不满，并指责该言行为“道德绑架”。
李春红在2024年3月诊断出罹患晚期腦癌，并懇求美國總統乔·拜登介入以幫助她帶女兒回家。同年7月，李春红因脑癌去世，终年61岁。
2024年1月14日，哈马斯公開一段諾亞的影片。影片裡，諾亞和兩個男人質自報姓名，並呼籲以色列政府結束戰爭，讓他們回家。哈马斯還說，它會在隔天公佈人質的生死。結果，哈马斯在1月15日放出另一段影片，諾亞在影片說兩個男人質已經死於以色列的轟炸。
2024年5月31日，哈馬斯發佈一段由阿加馬尼配音的影片。
根据耶路撒冷邮报的报道,在被哈马斯拘禁期间,她曾全身都遭到哈马斯成员的殴打,并从未得到医疗帮助.

## 獲救

諾亞·阿加馬尼获救后，北京以色列驻华大使馆外墙上用中文、英文、希伯来文标注其「已获救」

2024年6月8日，阿加馬尼和其他三名人質被以色列國防軍、辛貝特和以色列警察救出。報導稱她和其他人質的身體狀況良好，她們被送往示巴醫療中心進行救治。後續的影片顯示阿加馬尼與她的父親重逢。

## 獲救後活動
2024年7月24日，阿加馬尼和她的父親在本傑明·內塔尼亞胡在美國國會聯席會議上發表講話時作客。內塔尼亞胡在演講中認出了阿加瑪尼，她受到了起立鼓掌的歡迎。阿加馬尼因加入內塔尼亞胡而受到批評，但內塔尼亞胡為她作為他的客人的決定進行了辯護。

## 另見
- 莎妮·盧克之死，雷姆音樂節大屠殺相關的謀殺案。
- 赫什·戈德堡-波林綁架案，雷姆音樂節大屠殺相關的綁架案。